# Selaginella hemicardia
Selaginella hemicardia là một loài dương xỉ trong họ Selaginellaceae. Loài này được Valdespino mô tả khoa học đầu tiên năm 1992.